# Lijst van fobieën
Hieronder staat een alfabetische lijst van angsten en fobieën (Grieks voor angsten) in medische zin.
Bij onder meer xenofobie, islamofobie en homofobie is er geen ziektebeeld, maar gaat het eerder om een gevoel, een afkeer van een cultuur of leefgewoonte tegenover een ander (discriminatie). Deze zijn dan ook niet in de lijst opgenomen.

## A
| Naam          | angst voor                                                                                              |
| ------------- | --- |
| Ablutofobie   | baden en wassen                                                                                         |
| Acrofobie     | hoogtevrees; hoogten                                                                                    |
| Agorafobie    | het verlaten van de vertrouwde en veilige omgeving (meer specifiek: angst voor open ruimten)            |
| Aichmofobie   | scherpe, puntige voorwerpen                                                                             |
| Ailurofobie   | katten                                                                                                  |
| Alektorofobie | bang zijn voor kippen                                                                                   |
| Algofobie     | ziekelijke vrees voor het ondergaan van pijn                                                            |
| Amaxofobie    | rijangst: een overmatige en niet-functionele angst om een voertuig te besturen of om bijrijder te zijn. |
| Androfobie    | sociale angst voor omgang met mannen                                                                    |
| Arachnofobie  | spinnen                                                                                                 |
| Astrapofobie  | ziekelijke angst voor bliksem/bliksemschichten bij onweer                                               |

## B
| Naam        | angst voor        |
| ----------- | ----------------- |
| Belonefobie | naalden           |
| Brontofobie | angst voor onweer |

## C
| Naam          | angst voor                                                       |
| ------------- | ---------------------------------------------------------------- |
| Coulrofobie   | clowns                                                           |
| Claustrofobie | vastzitten of opgesloten raken (in kleine of afgesloten ruimtes) |

## E
| Naam        | angst voor              |
| ----------- | ----------------------- |
| Efebifobie  | adolescenten            |
| Emetofobie  | (het zien van) braken   |
| Entomofobie | insecten                |
| Erotofobie  | afkeer van seksualiteit |
| Erytrofobie | blozen                  |

## F
| Naam      | angst voor                                 |
| --------- | ------------------------------------------ |
| Faalangst | het niet goed volbrengen van een uitdaging |
| Fonofobie | geluiden                                   |

## G
| Naam        | angst voor                                                                   |
| ----------- | ---------------------------------------------------------------------------- |
| Gamofobie   | angst om te trouwen of een relatie te hebben                                 |
| Glossofobie | plankenkoorts; angst voor spreken in het openbaar of spreken in het algemeen |
| Gymnofobie  | angst voor blote lijven                                                      |
| Gynofobie   | sociale angst voor omgang met vrouwen                                        |

## H
| Naam         | angst voor                                                     |
| ------------ | -------------------------------------------------------------- |
| Hematofobie  | (het zien van) bloed                                           |
| Hafefobie    | angst om aangeraakt te worden                                  |
| Herpetofobie | angst voor reptielen, amfibieën en andere vergelijkbare dieren |
| Hydrofobie   | watervrees; pathologische angst voor water                     |

## K
| Naam      | angst voor |
| --------- | ---------- |
| Kynofobie | honden     |

## L
| Naam             | angst voor                |
| ---------------- | ------------------------- |
| Lepidopterofobie | vlinders                  |
| Ligyrofobie      | harde of schelle geluiden |

## N
| Naam      | angst voor                                                                                           |
| --------- | --- |
| Nomofobie | het niet continu bereikbaar zijn via een mobiele telefoon (in de psychiatrie niet opgevat als fobie) |

## O
| Naam         | angst voor          |
| ------------ | ------------------- |
| Ofidiofobie  | slangen (reptielen) |
| Ornithofobie | vogels              |

## P
| Naam                   | angst voor                                                        |
| ---------------------- | ----------------------------------------------------------------- |
| Paraskevidekatriafobie | vrijdag de dertiende                                              |
| Paruresis              | plasangst; urineren in het openbaar of in het bijzijn van anderen |
| Pediofobie             | poppen                                                            |
| Pedofobie              | baby's en kinderen                                                |
| Peinafobie             | angst voor honger of het hongergevoel                             |

## S
| Naam                  | angst voor                                                                                             |
| --------------------- | --- |
| Separatieangst        | het verlaten worden, of het verlaten van plaatsen                                                      |
| Smetvrees (mysofobie) | om vies of besmet te raken                                                                             |
| Sociale angststoornis | een of meer sociale omstandigheden waarin men te maken heeft met onbekende mensen of mogelijke kritiek |
| Surdofobie            | angst of intolerantie tegenover doven en/of de dovencultuur en -gemeenschap                            |
| Stikangst             | bang is om te stikken                                                                                  |

## T
| Naam             | angst voor                                                                    |
| ---------------- | ----------------------------------------------------------------------------- |
| Tandartsangst    | tandheelkundige behandelingen                                                 |
| Telefoonangst    | angst om te bellen of om gebeld te worden                                     |
| Thalassofobie    | Angst voor dieptes in de zee en oceaan omdat de bodem niet gezien kan worden. |
| Thanatofobie     | de dood en andere aan de dood gerelateerde zaken.                             |
| Triskaidekafobie | angst voor het getal 13                                                       |
| Trypofobie       | objecten met gaatjes                                                          |

## V
| Naam                   | angst voor          |
| ---------------------- | ------------------- |
| Vliegangst (aviofobie) | angst om te vliegen |

## Z
| Naam     | angst voor                                  |
| -------- | ------------------------------------------- |
| Zoöfobie | irrationele vrees voor of afkeer van dieren |